# Bonaventura Corradi

Stemma primitivo della famiglia Corradi-Gonzaga sino al 1328

Bonaventura Corradi (o Corradi da Gonzaga) (XIII secolo – 1313 circa) è stato un politico italiano.

## Biografia
Era figlio di Guidone Corradi, ricco proprietario terriero, appartenente alla famiglia Corradi-Gonzaga, che diede origine ai Gonzaga, signori di Mantova dal 1328 al 1708.
Fu il capostipite di una linea cadetta dei Corradi-Gonzaga, poco conosciuta, che si estinse nel 1746 con Giambattista, protonotario apostolico, nato il 4 maggio 1685 e morto a Governolo.

## Discendenza
Bonaventura Corradi ebbe tre figli:
- Antoniolo (Antonio), sposò in prime nozze Mantovana, figlia di Enrico Bonacolsi e in seconde nozze Costanza Bonacolsi di Berardo[3]
- Paganino (Pagano)
- Lancellotto

## Ascendenza
|                     |   |   | Genitori |  |  | Nonni            |  |  | Bisnonni        |  |
|                     |   |   |          |  |  | Abramino Corradi |  |  | Filippo Corradi |  |
|                     |   |   |          |  |  | Abramino Corradi |  |  | Filippo Corradi |  |
|                     |   | … |          |  |  | Abramino Corradi |  |  |                 |  |
| Guidone Corradi     |   |   |          |  |  | Abramino Corradi |  |  |                 |  |
|                     |   | … | …        |  |  |                  |  |  |                 |  |
|                     |   | … | …        |  |  |                  |  |  |                 |  |
|                     |   | … | …        |  |  |                  |  |  |                 |  |
| Bonaventura Corradi |   | … |          |  |  |                  |  |  |                 |  |
|                     | … | … |          |  |  |                  |  |  |                 |  |
|                     | … | … |          |  |  |                  |  |  |                 |  |
|                     | … | … |          |  |  |                  |  |  |                 |  |
| …                   | … |   |          |  |  |                  |  |  |                 |  |
|                     |   | … | …        |  |  |                  |  |  |                 |  |
|                     |   | … | …        |  |  |                  |  |  |                 |  |
|                     |   | … | …        |  |  |                  |  |  |                 |  |
|                     |   | … |          |  |  |                  |  |  |                 |  |